# اتحاد أسواق رأس المال
اتحاد أسواق رأس المال هي مبادرة للسياسة الاقتصادية أطلقها الرئيس السابق للمفوضية الأوروبية جان كلود يونكر، في العرض الأولي لأجندة سياسته في 15 يوليو 2014.